# Darío Botero
Pour les articles homonymes, voir Botero.
Œuvres principales
- Manifiesto del pensamiento latinoamericano (1999)
- Vitalismo Cósmico (2002)
- Teoría social del derecho (2005)

Darío Botero Uribe (Calarcá, Quindío, juillet 1938 - Bogota, 21 juin 2010) était un écrivain, penseur, professeur émérite et enseignant à l'Université nationale de Colombie; a reçu un doctorat de l'Université nationale avec le titre de maître,.

## Biographie

### Premières années
Il est né à Calarcá, Quindío, Colombie. Il a étudié le droit, les sciences politiques - cours de maîtrise - à l'Université nationale de Colombie.
En 1960, il participe avec d'autres intellectuels et professionnels colombiens, dont Camilo Torres Restrepo et Virginia Gutiérrez de Pineda, à la fondation de la première faculté de Sociologie d'Amérique latine, à l'Université nationale de Colombie.

### Carrière professionnelle internationale
Il a participé au Kolloquium de troisième cycle avec le professeur Jürgen Habermas, à l'Université Johann Wolfgang Goethe de Francfort, République fédérale d'Allemagne en 1983-1984.
Philosophe de la culture, de la vie sociale et du droit, il a fréquemment donné des séminaires et des conférences sur des questions philosophiques, culturelles et politiques. Fondateur et directeur du magazine Politeia, dont il a édité 29 numéros. Le magazine présentait des essais du romancier R.H. Moreno-Durán, le philosophe Iván Soll, le professeur Mario Bettati, Germán Andrés Molina Garrido, Jesús Martín Barbero, entre autres auteurs de renom en Amérique latine et dans le monde.
Il a également été fondateur et directeur du magazine Planeta Sur, avec 3 éditions. Il a publié plus de 15 livres et de nombreux essais sur les sujets de sa spécialité.
Fondateur et membre du conseil d'administration de l'Association colombienne de philosophie du droit et de philosophie sociale. Conférencier lors de séminaires scientifiques et philosophiques dans les principales universités de Colombie et certaines d'Amérique latine.

### Vitalisme Cosmique
À la fin de sa vie, il développe un projet philosophique original qu'il appelle le Vitalisme Cosmique, qui cherche à penser le monde depuis l'Amérique latine,. Le vitalisme cosmique pose la vie comme un concept tridimensionnel: la vie cosmique, la vie biologique et la vie psychosociale. Ainsi s'enrichissent le concept de vie et sa projection dans la pratique culturelle et sociale,.
Après un développement théorique général et un examen des grandes conceptions de la nature, il se conclut par une théorie environnementale qui vise à discipliner les comportements citoyens à l'égard de la nature et esquisse un humanisme spécifique fondé sur la transnature et non sur l'anthropologie, en réponse aux critiques de l'humanisme de Martin Heidegger et de Michel Foucault.

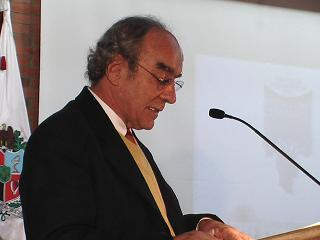
Pour la première fois, un philosophe colombien propose depuis l'Amérique latine au monde, une pensée qui promeut la défense de la vie, recherchant un équilibre mental permettant de former des hommes et des femmes capables d'assumer de manière critique l'histoire, la culture et la défense de l'humanité identité. Cette proposition s'appelle le Vitalisme Cosmique.

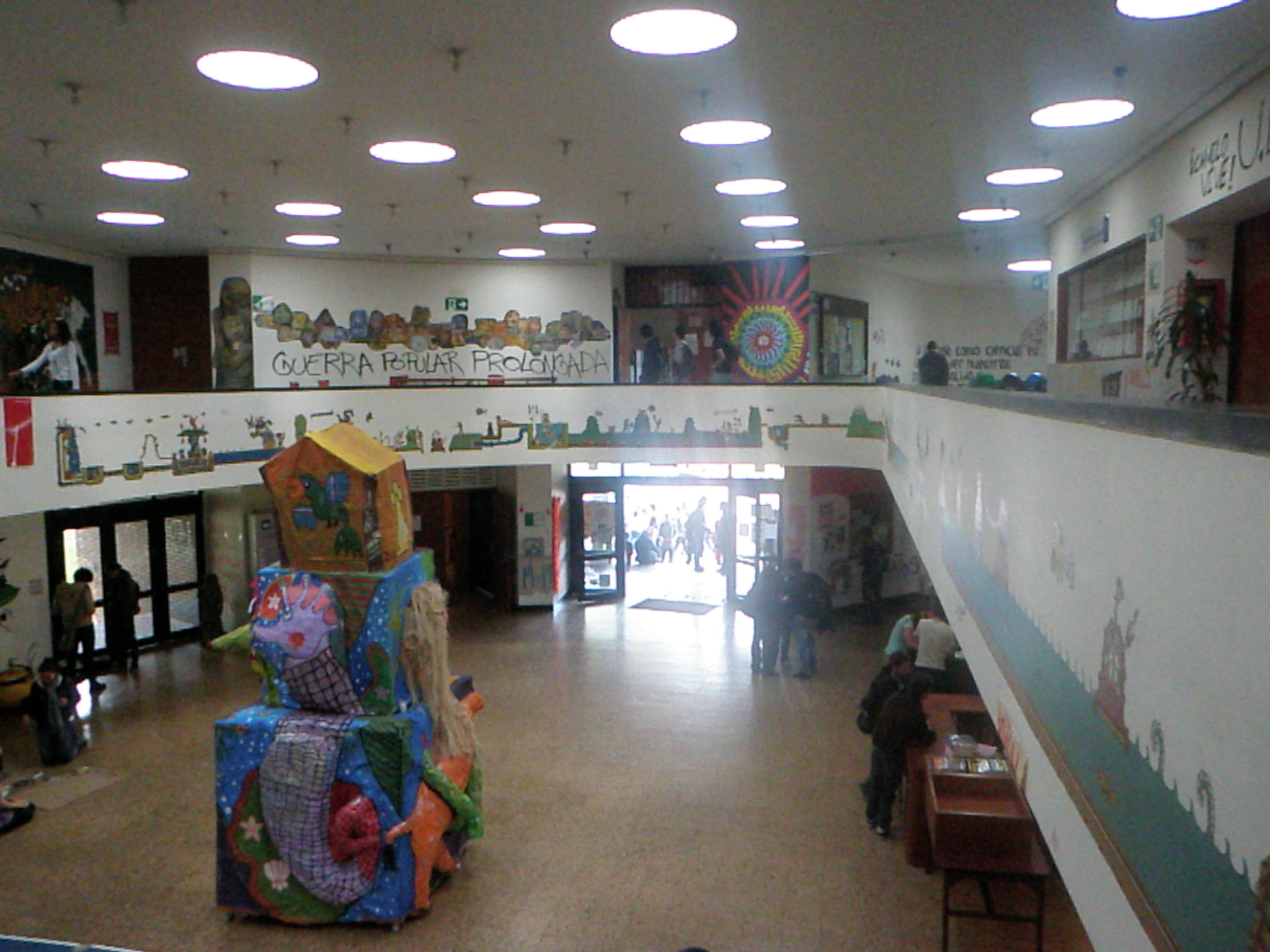
Bâtiment Orlando Fals Borda - Faculté de sociologie de l'Université nationale de Colombie. Darío Botero a été l'un des cofondateurs de cette faculté, la première de sociologie en Amérique latine.

## Œuvres littéraires
Les livres de Darío Botero sont, :
| An   | Titre |
| ---- | --- |
| 1975 | El Estado y la cultura en la Grecia Antigua (L'état et la culture dans la Grèce antique) Publié par la Faculté de droit de l'Université nationale de Colombie. Edité par Fabio Barrera Téllez. Cartes de Mauricio Cortés |
| 1979 | El Estado y la cultura en la Grecia Antigua (L'état et la culture dans la Grèce antique) Réédition de la Librairie Tercer Mundo. Bogota.                                                                                 |
| 1991 | Unidimensional racional a la pluridimensionalidad humana (De l'unidimensionnalité rationnelle à la multidimensionnalité humaine)                                                                                         |
| 1992 | La voluntad de poder de Nietzsche (La volonté de puissance de Nietzsche) |
| 1994 | La razón política: crítica de los fundamentos filosóficos del pensamiento político moderno (Raison politique : critique des fondements philosophiques de la pensée politique moderne)                                    |
| 1994 | El derecho a la utopía (Le droit à l'utopie) |
| 1996 | El poder de la filosofía y la filosofía del poder (Le pouvoir de la philosophie et la philosophie du pouvoir) |
| 1998 | ¿Por qué escribo? (Pourquoi j'écris ?) |
| 1999 | Manifiesto del pensamiento latinoamericano (Manifeste de la pensée latino-américaine) |
| 2000 | Filosofía Vitalista (Philosophie Vitaliste) |
| 2001 | Vida, ética y democracia (Vie, éthique et démocratie) |
| 2002 | Vitalismo Cósmico (Vitalisme Cosmique) |
| 2004 | Pensar de nuevo el mundo: aforismos (Repenser le monde : aphorismes) |
| 2004 | Martin Heidegger: la filosofía del regreso a casa (Martin Heidegger : La philosophie du retour à la maison) |
| 2004 | Discurso sobre el humanismo (Discours sur l'humanisme) |
| 2005 | Si la naturaleza es sabia, el hombre no lo es (Si la nature est sage, l'homme ne l'est pas) |
| 2005 | Teoría social del derecho (Théorie sociale du droit) |
| 2006 | Discurso de la no-razón (Discours de la non-raison) |
| 2008 | La comunidad política vitalista (La communauté politique vitaliste) |
| 2009 | La concepción ambiental de la vida (La conception environnementale de la vie) |